# پلیمر فوق جاذب

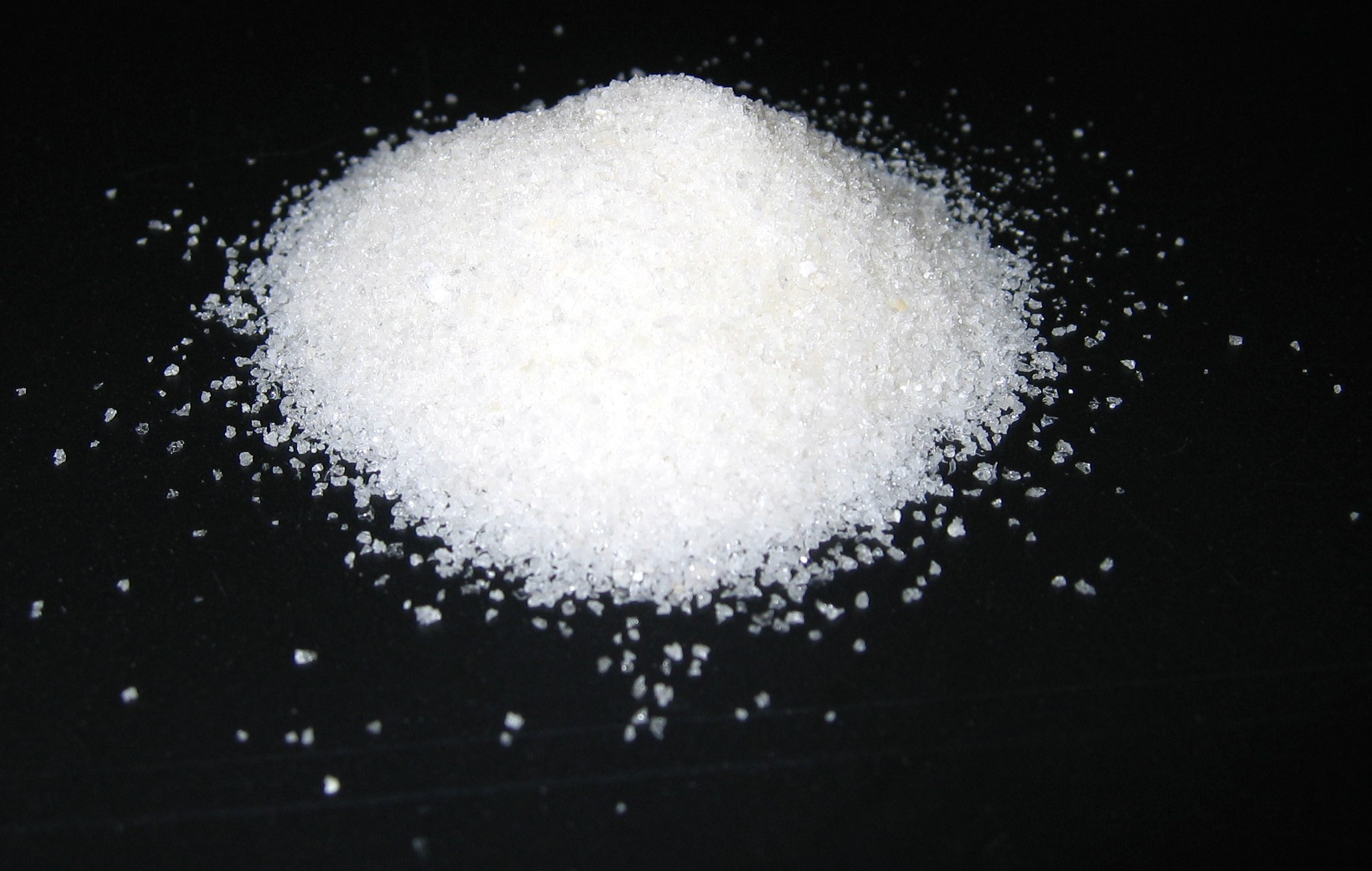
پودر پلیمر فوق جاذب

پلیمر فوق جاذب (SAP) (همچنین پودر لجن نیز نامیده می‌شود) یک هموپولیمر یا کوپلیمر هیدروفیلی جاذب آب است که می‌تواند مقادیر بسیار زیادی از مایع را نسبت به جرم خود جذب و حفظ کند.
پلیمرهای جاذب آب که زمانی که مخلوط می‌شوند در گروه هیدروژل‌هادسته بندی می‌شوند، محلول‌های آبی را از طریق پیوند هیدروژن با مولکول‌های آب جذب می‌کنند. توانایی یک پلیمر فوق جاذب برای جذب آب به غلظت یونی محلول آبی بستگی دارد. در آب‌های دیونیزه و تقطیر شده، یک پلیمر فوق جاذب ممکن است تا برابر وزن خود را جذب کند (از 30 تا 60 برابر حجم خود) و می تواند تا %99.9 مایع شود، و هنگامی که در یک محلول نمکی %0.9 قرار می‌گیرد ، جذب آن تا حدود 50 برابر وزن آن کاهش می‌یابد.نیازمند منبع][نقل قول مورد نیاز است] وجود کاتیون‌های والانس در محلول مانع از توانایی پلیمر برای پیوند با مولکول آب می‌شود.
حداکثر جذب پلیمرهای فوق جاذب و ظرفیت تورم آن با نوع و درجه ی پیوند های متقاطع که برای ایجاد ژل استفاده می‌شوند کنترل می‌شود. پلیمرهای فوق جاذب متقاطع با چگالی پایین، معمولا ظرفیت جذب بالاتری دارند و تا درجه بیشتری متورم می‌شوند. این نوع از پلیمرهای فوق جاذب ژل نرم‌تر و چسبنده‌تری نیز دارد. پلیمرهای متقاطع با چگالی بالا، ظرفیت جذب و تورم کمتری دارند ولی قدرت ژل بیشتر است و می‌تواند شکل ذرات را حتی تحت فشار متوسط حفظ کند.

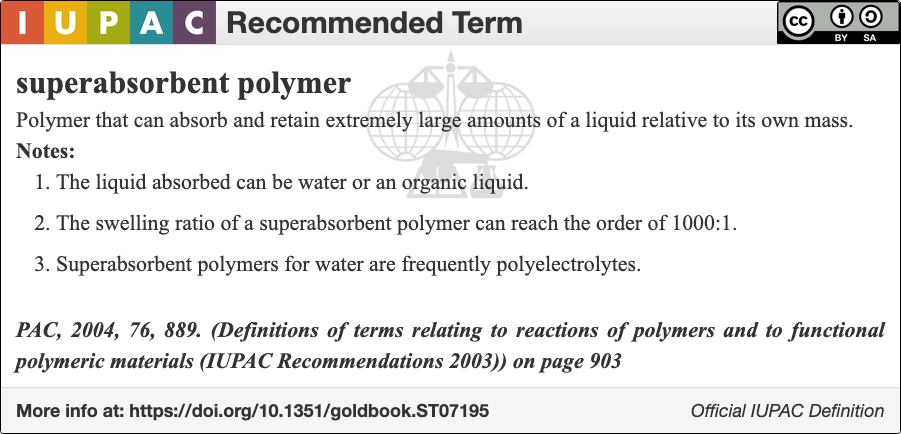
تعریف IUPAC برای پلیمر فوق جاذب

پلیمرهای فوق جاذب به منظور جلوگیری از انحلال به صورت شبکه‌ای به هم متصل می‌شوند. سه کلاس اصلی از این نوع پلیمرها وجود دارد:
1.    پلی اکریلات‌های شبکه‌ای و پلی‌اکریلامیدها
2.   کوپلیمرهای پیوند نشاسته اکریلونیتریل یا سلولز
3.   کوپلیمرهای متقاطع مالئیک آنیدرید
بزرگترین استفاده پلیمرهای فوق جاذب در ساخت لوازم بهداشتی یکبار مصرف مانند پوشک کودک، پوشک بزرگسالان و دستمال بهداشتیاست. استفاده از پلیمرهای فوق جاذب در تامپون‌ها به دلیل نگرانی در مورد ارتباط با سندرم شوک سمی در دهه 1980 متوقف شد.نیازمند منبع][نقل قول مورد نیاز است] پلیمرهای فوق جاذب همچنین برای مسدود کردن نفوذ آب در برق‌کشی‌های زیرزمینی یا کابل ارتباطات، بتن خود ترمیم شونده، وسایل کنترل آب باغبانی، کنترل هدررفت مایعات و برف مصنوعی مورد استفاده برای تولید فیلم و صحنه نمایش استفاده می‌شوند. اولین استفاده تجاری آن در سال 1978 برای استفاده در دستمال‌های زنانه در ژاپن و پوشش‌های یکبار مصرف تخت برای بیماران خانه سالمندان در ایالات متحده بود. کاربردهای اولیه در بازار ایالات متحده با تولید کنندگان کوچک منطقه‌ای پوشک و همچنین کیمبرلی کلارک بود.
تا دهه 1920، مواد جاذب آب محصولاتی بر پایه فیبر بودند. محصولات موجود دستمال کاغذی، پنبه، اسفنج و پالپ کرکی بودند. ظرفیت جذب آب این نوع مواد فقط تا یازده برابر وزن آن‌ها است که بیشتر آن تحت فشار متوسط از دست می‌رود.
در اوایل دهه 1960، وزارت کشاورزی ایالات متحده (USDA) در حال انجام تحقیاتی بر روی موادی برای بهبود حفاظت از آب موجود در خاک بود. آن‌ها یک رزین بر اساس پیوند اکریلونیتریل پلیمرهای روی مولکول‌های ستون فقرات نشاسته(یعنی پیوند نشاسته) ساختند. محصول آبکافت شده هیدرولیز این پلیمر نشاسته اکریلونیتریل جذب آب بیش از 400 برابر وزن خود را دارد. همچنین، این ژل مایع را به همان شیوه‌ای که جذب کننده‌های مبتنی بر فیبر آزاد می‌کنند، آزاد نمی‌کند.
این پلیمر به نام "Super Slurper" شناخته شد. وزارت کشاورزی آمریکا این دانش فنی را به چندین شرکت آمریکایی برای توسعه بیشتر این فناوری بنیادین داد. طیف وسیعی از ترکیب‌های این پیوند با استفاده از اسید اکریلیک, آکریلامید و پلی وینیل الکل(PVA) ساخته شد.
تحقیقات اخیر توانایی مواد طبیعی را ثابت کرده‌اند، به عنوان مثال پلی ساکاریدها و پروتئین‌ها خواص فوق جاذب را در آب خالص و محلول نمک (%0.9 wt.) ایجاد می‌کنند در همان محدوده ای که پلی‌اکریلات‌های مصنوعی در کاربردهای فعلی انجام می‌دهند. پلیمرهای فوق جاذب پروتئین سویا/پلی‌اکریلیک اسید با استحکام مکانیکی خوب تهیه شده اند. پلی‌اکریلات/پلی‌اکریلامید کوپلیمرها در اصل برای استفاده در شرایطی با محتوای الکترولیت/معدنی بالا و نیاز به ثبات طولانی مدت از جمله چرخه‌های مرطوب/خشک متعدد طراحی شده بودند. لازم به ذکر است که در کشاورزی و باغبانی نیز کاربرد دارند. با قدرت اضافه شده از مونومر اکریلامید، به عنوان کنترل نشت پزشکی و مسدود کردن آب سیم و کابل استفاده می‌شود.
پلیمرهای فوق جاذب در حال حاضر معمولا از پلیمریزاسیون اکریلیک اسید مخلوط با سدیم هیدروکسید در حضور یک شروع کننده واکنش ساخته می‌شوند تا یک پلی‌اکریلیک اسید نمک سدیم را تشکیل دهند(گاهی اوقات به عنوان سدیم پلی‌اکریلات). این پلیمر رایج‌ترین نوع پلیمر فوق جاذب ساخته شده در جهان امروز است. طبق گزارش اداره غذا و داروی ایالات متحده، سدیم پلی‌اکریلات در لیست افزودنی‌های غذایی ذکر شده است و محدودیت‌های سختگیرانه‌ای برای آن وجود دارد.
مواد دیگر نیز برای ساخت یک پلیمر فوق جاذب مانند کوپلیمر پلی‌اکریل آمید استفاده می‌شود، کوپلیمر اتیلن مالئیک آنیدرید، کربوکسی متیل سلولز با پیوندهای متقاطع، کوپلیمرهای پلی‌وینیل الکل، پلی‌اتیلن اکسید با پیوندهای متقاطع، و نشاسته پیوند کوپلیمر از پلی‌اکریلونیتریل و تعدادی موارد دیگر که به آن‌ها اشاره نمی‌شود. لازم به ذکر است که دومین مورد یکی از قدیمی ترین پلیمرهای فوق جاذب ساخته شده است.نیازمند منبع][نقل قول مورد نیاز است]
امروزه پلیمرهای فوق جاذب با استفاده از یکی از سه روش اصلی زیر ساخته می‌شوند: پلیمریزاسیون ژل، پلیمریزاسیون تعلیقی یا پلیمریزاسیون محلول. هر یک از فرآیندها مزایای مربوط به خود را دارند اما همه آن‌ها کیفیت محصول را به ثبات می‌رسانند.

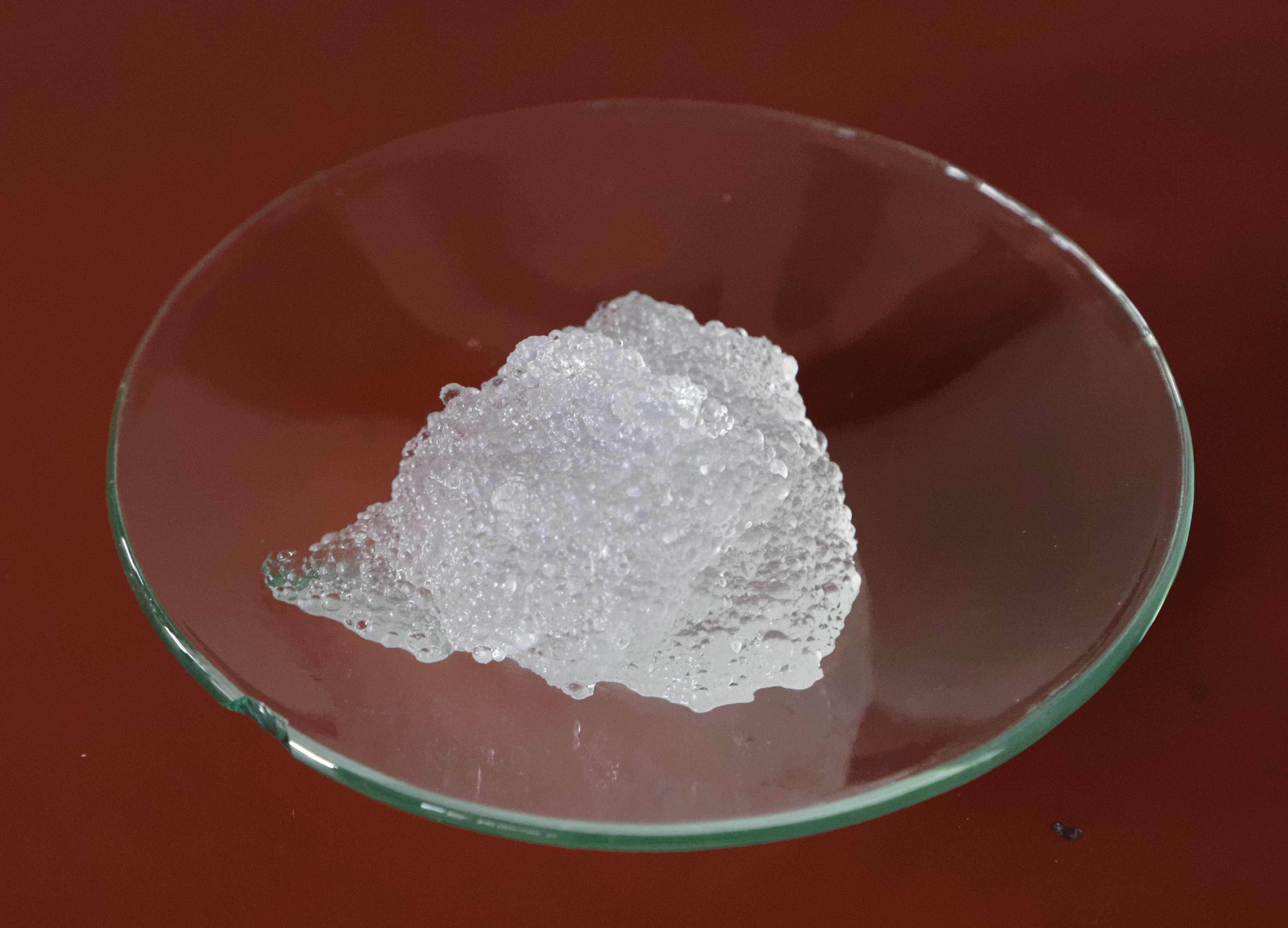
هیدروژل

مخلوطی از اکریلیک اسید، آب، عوامل متقاطع و مواد شیمیایی آغازگر فرابنفش مخلوط شده و روی تسمه‌های متحرک یا در وان‌های بزرگ قرار می‌گیرند. مخلوط مایع سپس به یک راکتور می‌رود که یک محفظه طولانی با یک سری از چراغ‌های اشعه فرابنفش قوی است. اشعه فرا‌‌بنفش باعث پلیمریزاسیون و واکنش‌های متقابل می‌شود. محصول خروجی شبیه "الوارهایی" می‌شود که از یک ژل چسبنده‌ که حاوی 60-70 ٪ آب است ساخته شده است. این الوار ها خرد یا آسیاب می‌شوند و پس از آن در انواع مختلفی از خشک‌کن‌ها قرار می‌گیرند. عامل ایجاد کننده پیوند متقابل ممکن است بر روی سطح افشانده شود. این "پیوند متقابل سطحی" توانایی محصول را برای تورم تحت فشار افزایش می‌دهد.این خاصیت به عنوان جذب تحت بار (AUL) یا جذب در برابر فشار (AAP) اندازه‌گیری می‌شود. سپس ذرات پلیمری خشک شده برای توزیع مناسب اندازه ذرات و بسته بندی غربالگری می‌شوند. روش پلیمریزاسیون ژل (GP) در حال حاضر محبوب‌ترین روش برای ساخت پلیمرهای فوق جاذب سدیم پلی‌اکریلات است که اکنون در پوشک کودک و سایر مواد بهداشتی یکبار مصرف استفاده می‌شود.
پلیمرهای انحلال جذب یک پلیمر دانه‌ای را که به شکل محلول غنی‌سازی شده است را ارائه می‌دهند. محلول‌ها را می‌توان قبل از استفاده با آب رقیق کرد و این محلول می‌تواند بیشتر بسترها را بپوشاند یا اشباع کند. پس از خشک شدن در دمای خاص برای یک زمان مشخص، سطح حاصل یک بستر پوشش داده شده با قابلیت جذب بسیار بالا است. به عنوان مثال، این فرآیند را می‌توان مستقیما روی سیم‌ها و کابل‌ها نیز اعمال کرد، اگرچه این روش به طور خاص برای استفاده در بسترهای ورقه‌ای یا استوانه‌ای بهینه شده است.
پلیمریزاسیون مبتنی بر انحلال امروزه معمولا برای تولید پلیمر فوق جاذب از کوپلیمرها، به خصوص آن‌هایی که دارای مونومر اکریلامید سمی هستند، استفاده می‌شود. این فرآیند بازدهی بالایی دارد و به طور کلی سرمایه اولیه کمتری نیاز دارد. فرآیند انحلال از یک محلول مونومر آب پایه برای تولید ژل پلیمریزه واکنش‌دهنده استفاده می‌کند. انرژی واکنش اگزوترم خود پلیمریزاسیون برای هدایت بیشتر فرآیند استفاده می‌شود و به کاهش هزینه تولید کمک می‌کند. سپس ژل پلیمری واکنش‌دهنده خرد می‌شود ، خشک می‌شود و به اندازه دانه نهایی گرانول آن آسیاب می‌شود. هر گونه فرآیند برای بهبود عملکرد پلیمر فوق جاذب معمولا پس از ایجاد اندازه نهایی گرانول آن انجام می‌شود.
این روش تعلیق تنها توسط چند شرکت انجام می‌شود زیرا این روش نیاز به کنترل بیشتری در تولید و مهندسی محصول در طول مرحله پلیمریزاسیون دارد. این فرآیند واکنش دهنده آب پایه را در یک حلال مبتنی بر هیدروکربن معلق می‌کند. نتیجه نهایی پلیمریزاسیون تعلیق این است که ذره پلیمری اولیه را در راکتور به جای فرآیند مکانیکی در مراحل پس از واکنش ایجاد می‌کند. همچنین می‌توان در مرحله واکنش یا درست بعد از آن عملکرد را بهبود بخشید.
در 13 آوریل 2010، پرواز 780 کاتای پسفیک از سورابایا به هنگ کنگ در هنگام فرود در فرودگاه بین المللی هنگ کنگ با واماندگی (stall) هر دو موتور مواجه شد اما هواپيما کاملا سالم و بدون هيچ تلفاتي فرود آمد. تحقیقات نشان دادند که کره‌های پلیمری فوق جاذب(SAP) موجود در یک جزء از مانیتور فیلتر سوخت نصب شده در یک دستگاه سوخت گیری فرودگاه بین المللی اوگاندا باعث شد که دریچه‌های اندازه‌گیری اصلی سوخت مسدود شوند. آن‌ها متوجه شدند که آب نمک، منبع سوخت فرودگاه بین المللی اوگاندا را آلوده کرده بود، که این ناخالصی منجر به آسیب به مانیتورهای فیلتر و آزاد شدن کره های SAP و ورود آن‌ها به سوخت هواپیما و خطوط اصلی تامین سوخت شد.
- برف مصنوعی برای تولید فیلم و صحنه
- شمع ها
- مواد مبتنی بر سیمان (مانند بتن)
- کامپوزیت‌ها و لمینت‌ها

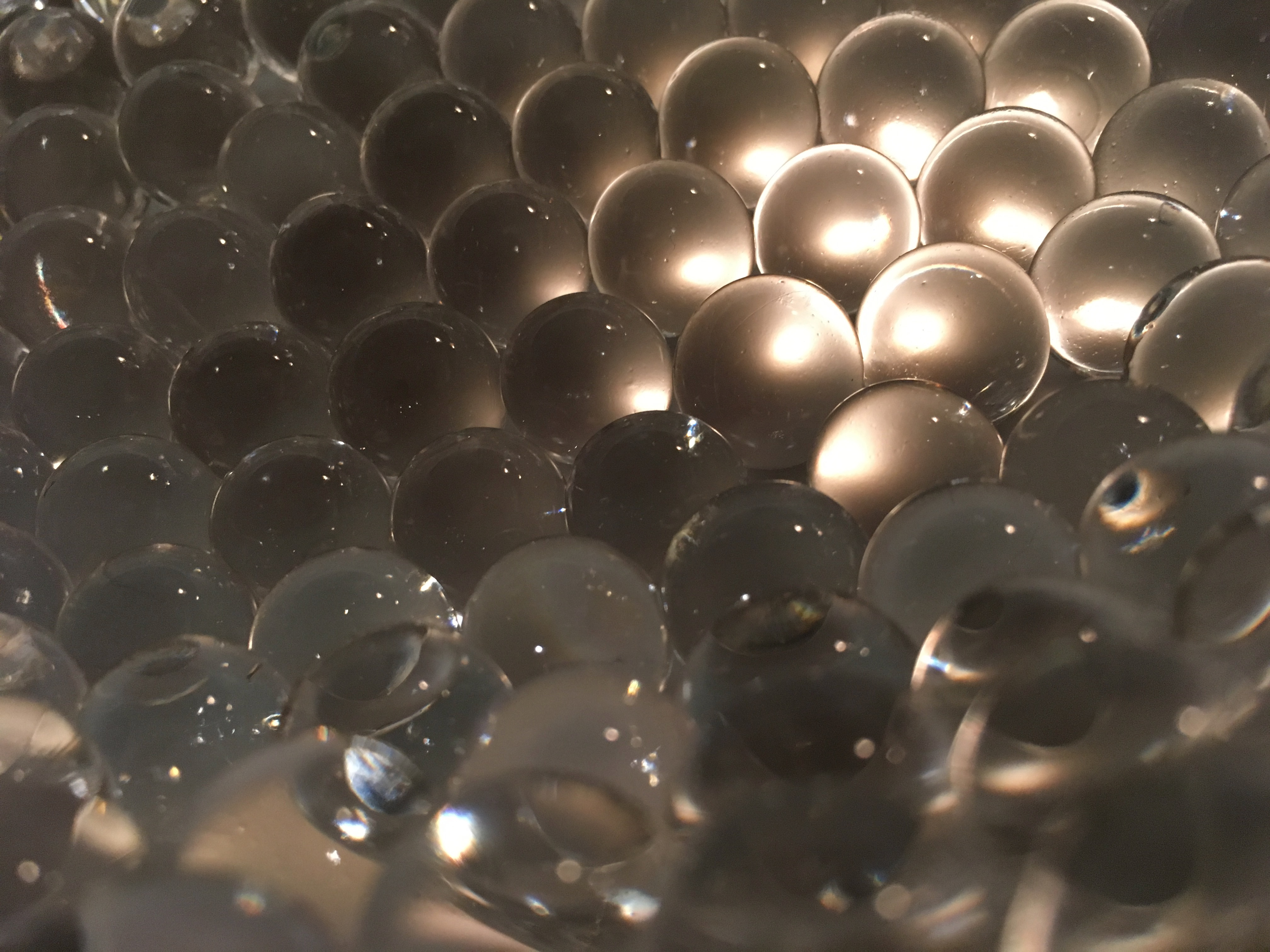
توپ های پلیمری منبسط شده

- انتشار کنترل شده حشره کش ها و علف کش‌ها
- پوشک و پوشک بزرگسالان
- منبع آب بدون غرق شدن برای حشرات تغذیه کننده
- خاک ژله‌ای
- میکروسکوپ انبساط
- کاربردهای فیلتراسیون
- ژل ضد حریق
- کنترل سیل
- حامل عطر
- نوار قورباغه (نوار پوششی با تکنولوژی بالا که برای استفاده با رنگ     لاتکس طراحی شده است)
- سیستم‌های نظارت بر سوخت در هوانوردی و وسایل نقلیه
- گلوله‌های ژله‌ای (ترکیبی بین توپ پینت بال و گلوله ایر سافت؛ مورد     استفاده در چین)
- بسته‌های گرم و سرد درمانی
- جلوه‌های جادویی
- انجماد زباله‌های پزشکی
- تخت‌های آب بدون حرکت
- خاک گلدان
- کنترل نشت
- پدهای جراحی
- تثبیت زباله و اصلاح محیط
- پدهای جاذب آب
- خاک ژله‌ای
- حفظ آب برای تامین آب گیاهان
- انسداد آب سیم و کابل
- پانسمان زخم
- افزودنی‌های غذایی

- پلیمر
- ژل
- پلیمریزاسیون
- پلی‌اکریلات سدیم